# Rifet Kapić
Rifet Kapić (pronunciación en bosnio: [rǐfet kǎpitɕ]; Cazin, Bosnia y Herzegovina, 3 de julio de 1995) es un futbolista bosnio. Juega de centrocampista y su equipo es el Lechia Gdańsk de la Ekstraklasa.

## Trayectoria
Comenzó su carrera en el Varnsdorf, para luego fichar por el Gorica en 2016. Dos años después formó parte del Grasshopper suizo, club que lo envió a préstamo al Sheriff Tiraspol en 2018 y al Sarajevo en 2019. Más tarde, ese mismo año, fichó por el Paderborn 07 alemán.

## Estadísticas
Actualizado al último partido disputado el 18 de mayo de 2019.
| Club | Div.          | Temporada     | Liga  | Liga  | Copas nacionales(1) | Copas nacionales(1) | Copas internacionales(2) | Copas internacionales(2) | Total | Total |
| Club | Div.          | Temporada     | Part. | Goles | Part.               | Goles               | Part.                    | Goles                    | Part. | Goles |
| --- | ------------- | ------------- | ----- | ----- | ------------------- | ------------------- | ------------------------ | ------------------------ | ----- | ----- |
| FK Varnsdorf · República Checa | 2.ª           | 2014-15       | 2     | 0     | -                   | -                   | -                        | -                        | 2     | 0     |
| FK Varnsdorf · República Checa | Total club    | Total club    | 2     | 0     | 0                   | 0                   | 0                        | 0                        | 2     | 0     |
| ND Gorica Eslovenia | 1.ª           | 2015-16       | 12    | 1     | -                   | -                   | -                        | -                        | 12    | 1     |
| ND Gorica Eslovenia | 1.ª           | 2016-17       | 33    | 6     | 3                   | 0                   | 2                        | 0                        | 38    | 6     |
| ND Gorica Eslovenia | 1.ª           | 2017-18       | 17    | 7     | 2                   | 0                   | 4                        | 4                        | 23    | 11    |
| ND Gorica Eslovenia | Total club    | Total club    | 62    | 14    | 5                   | 0                   | 0                        | 0                        | 73    | 18    |
| Grasshoppers · Suiza | 1.ª           | 2017-18       | 9     | 0     | 1                   | 0                   | -                        | -                        | 10    | 0     |
| Grasshoppers · Suiza | Total club    | Total club    | 9     | 0     | 1                   | 0                   | 0                        | 0                        | 10    | 0     |
| Sheriff Tiraspol Moldavia | 1.ª           | 2018          | 14    | 4     | 1                   | 0                   | 8                        | 1                        | 24    | 5     |
| Sheriff Tiraspol Moldavia | Total club    | Total club    | 14    | 4     | 1                   | 0                   | 8                        | 1                        | 24    | 5     |
| FK Sarajevo Bosnia y Herzegovina | 1.ª           | 2018-19       | 12    | 0     | 6                   | 2                   | -                        | -                        | 18    | 2     |
| FK Sarajevo Bosnia y Herzegovina | Total club    | Total club    | 12    | 0     | 6                   | 2                   | 0                        | 0                        | 18    | 2     |
| SC Paderborn 07 · Alemania | 1.ª           | 2019-20       | 0     | 0     | 0                   | 0                   | -                        | -                        | 0     | 0     |
| SC Paderborn 07 · Alemania | Total club    | Total club    | 0     | 0     | 0                   | 0                   | 0                        | 0                        | 0     | 0     |
| Total carrera | Total carrera | Total carrera | 99    | 18    | 14                  | 2                   | 14                       | 5                        | 127   | 25    |
| (1) Incluye datos de la Copa de Eslovenia, la Copa de Suiza, la Copa de Moldavia y la Copa de Bosnia y Herzegovina (2) Incluye datos de la Liga Europa de la UEFA y la Liga de Campeones de la UEFA |               |               |       |       |                     |                     |                          |                          |       |       |

## Palmarés

### Títulos nacionales
| Título                       | Club                   | País                 | Año     |
| ---------------------------- | ---------------------- | -------------------- | ------- |
| División nacional            | F. C. Sheriff Tiraspol | Moldavia             | 2018    |
| Liga Premier                 | FK Sarajevo            | Bosnia y Herzegovina | 2018-19 |
| Copa de Bosnia y Herzegovina | FK Sarajevo            | Bosnia y Herzegovina | 2018-19 |
| División nacional            | F. C. Sheriff Tiraspol | Moldavia             | 2020-21 |

### Distinciones individuales
| Distinción                                 | Año     |
| ------------------------------------------ | ------- |
| Once ideal de la Primera Liga de Eslovenia | 2016-17 |